# Sviby Kasberg

Sviby Kasberg är ett berg på gränsen mellan Jomala kommun och Mariehamns stad. Bergets högsta punkt ligger i byn Sviby i Jomala varpå berget kallas Sviby Kasberg för att inte färväxlas med Kasberget i Dalkarby två kilometer åt nordöst.
Berget har givit namn till stadsdelen Kasberget, i Mariehamns stad som ligger på bergets södra del.